# Neosilurus mollespiculum
Neosilurus mollespiculum és una espècie de peix de la família dels plotòsids i de l'ordre dels siluriformes.

## Morfologia
Els mascles poden assolir els 44 cm de llargària total.

## Distribució geogràfica
Es troba al nord-est de Queensland (Austràlia).